# Истомино (Вашкинский район)
Истомино — деревня в Вашкинском районе Вологодской области.
Входит в состав Киснемского сельского поселения, с точки зрения административно-территориального деления — в Киснемский сельсовет.
Расстояние по автодороге до районного центра Липина Бора — 26,5 км, до центра муниципального образования села Троицкое — 2,5 км.
По переписи 2002 года население — 1 человек.